# Tasha de Vasconcelos
Tasha de Vasconcelos (Beira, 15 augustus 1966) is een Mozambikaanse actrice en model.